# Срейович, Драгослав
Драгослав Срейович (серб. Драгослав Срејовић; 8 октября 1931, Крагуевац — 29 ноября 1996, Белград) — сербский историк, исследователь доисторической эпохи, академик Сербской академии наук.

## Биография
Родился в Крагуеваце, где окончил начальную школу и гимназию. В 1954 г. окончил философский факультет Белградского университета по специальности «археология», а в 1958 г. избран на должность ассистента на кафедре археологии того же факультета. Там же в 1964 г. защитил докторскую диссертацию на тему «Неолитическая и энеолитическая антропоморфная пластика в Югославии» (1964). В 1965 г. назначен доцентом доисторической археологии, в 1970 г. — чрезвычайным профессором, в 1976 г. — полным профессором.
Руководил раскопками 67 доисторических и античных памятников в Сербии, Боснии и Черногории (Дукля, Сребреница, Лепенски Вир, Власац, Дивостин, Гамзиград, Шаркамен, и др.). Опубликовал более 200 трудов как в Югославии, так и за рубежом. За книгу «Лепенски Вир» получил Октябрьскую премию Белграда 1970 г.
В 1974 г. избран членом-корреспондентом Сербской академии наук и искусств, а в 1983 — академиком. С 1989 г. был директором Галереи Сербской академии наук и искусств, а с 1994 г. — заместитель председателя Сербской академии наук и искусств.
Был открытым гомосексуалом.
Умер 29 ноября 1996 года в Белграде. Похоронен 3 декабря в Крагуеваце.

## Память

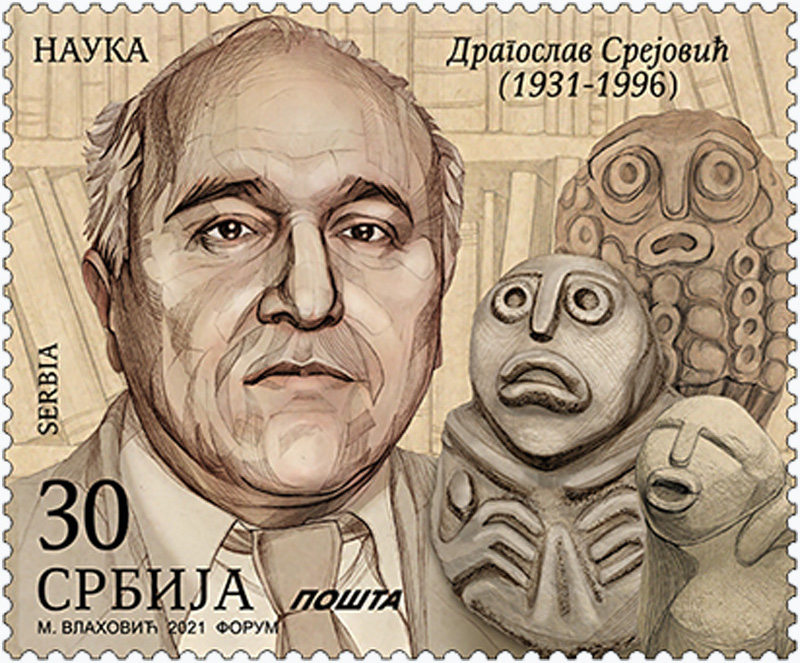
Почтовая марка Сербии 2021 года, посвящённая к 100-летнему юбилею со дня рождения сербского историка и академика Сербской академии наук Драгослава Срейовича.

В его честь названы улицы в сербских городах Белград и Нови Сад, а также, на малой родине, в Крагуевце.
После его смерти был основан Фонд Драгослава Срейовича для стимулирования фундаментальных научных проектов; донаторами фонда являются как бизнес-организации, так и учреждения культуры и науки.
В 2021 году Почта Сербии выпустила почтовую марку, посвящённую к 100-летнему юбилею со дня рождения сербского историка и академика Сербской академии наук Драгослава Срейовича.

## Сочинения

### Основные сочинения
- Праисторија (1967),
- Лепенски Вир — Нова праисторијска култура у Подунављу (1969),
- Europe’s First Monumental Sculpture: New Discoveries at Lepenski Vir (1972, Лондон),
- Музеју Југославије (1973),
- Lepenski Vir — Eine vorgeschichtliche Geburtssatte europaischer Kultur (1973, Bergisch-Gladbach),
- Власац — Мезолитско насеље у Ђердапу (са З. Летицом, 1978),
- Речник грчке и римске митологије (са А. Цермановић, четири издања: 1979, 1987, 1989, 1992),
- Уметност Лепенског Вира (са Љ. Бабовић, 1983),
- Musei della Iugoslavia (1983, Милано),
- Римска скулптура у Србији (са А. Цермановић, 1987),
- Лексикон религија и митова древне Европе (са А. Цермановић, два издања: 1992, 1996),
- Imperial Mausolea and Consecration Memorials in Felix Romuliana (Гамзиград, источна Србија) (са Ч. Васићем, 1994),
- Празно поље (два издања, 1996),
- Illiri e Traci (1996, Милано),
- Археолошки лексикон (1997),
- Огледи о древној уметности (1998).

### Редактор
- Divostin and the Neolithic of Central Serbia (with A. McPherron), 1988, Pittsburgh.
- The Neolithic of Serbia (1988),
- Vinča and its World (1990),
- Археологија и природне науке (1992),
- Римски градови и палате у Србији (1993),
- Roman Imperial Towns and Palaces in Serbia (1993),
- The Age of Tetrarchs (1995).